# Пласа Колония
«Пла́са Коло́ния» (исп. Club Plaza Colonia de Deportes) — уругвайский футбольный клуб из города Колония-дель-Сакраменто. С сезона 2019 выступает в Высшем дивизионе чемпионата Уругвая.

## История
Клуб «Пласа Колония» был основан 22 апреля 1917 года и до 1999 года выступал в чемпионате департамента Колония.
В 1999 году клуб принял предложение Ассоциации футбола Уругвая о присоединении к профессиональному футболу. Однако не все команды департамента хотели объединяться и в городе Хуан-Лакасе была организована команда-оппонент «Депортиво Колония», объединившая в себе команды 10 лиг департамента. В 2000 году обе команды из Колонии дебютировали во Втором дивизионе. «Пласа Колония» стала победительницей Клаусуры 2001 и добилась права участвовать в элите в 2002 году. В дебютном сезоне в Примере команда финишировала на седьмом месте.
Уже в 2003 году в элите дебютировала и «Депортиво Колония» (также известная под названием «Колония Хуан Лакасе»). Вместе «Пласа Колония» и «Депортиво Колония» вылетели из Примеры по итогам сезона 2005/06. После этого «Депортиво Колония» прекратила существование по финансовым причинам, а «Пласа Колония» продолжила выступать во Втором дивизионе. Противостояние «Пласы Колонии» и «Депортиво Колонии» в 2003 году стало первым в истории чемпионатов Уругвая дерби двух команд на уровне элитного дивизиона, представляющих другой департамент, помимо Монтевидео.
В сезоне 2014/15 «Пласа Колония» заняла второе место во Втором дивизионе и вернулась в элиту. Команде удалось выиграть Клаусуру 2016 года и в золотом матче против «Пеньяроля» (победителя Апертуры 2015) «Пласа Колония» в дополнительное время уступила со счётом 1:3. Это второй в истории случай, когда вице-чемпионом страны стала команда, не представляющая Монтевидео. Несмотря на второе место, «Пласа Колония» заработала путёвку лишь в розыгрыш Южноамериканского кубка, поскольку в сводной таблице сезона команда финишировала только на четвёртом месте, тогда как от Уругвая в Кубок Либертадорес попадали только три команды.

## Достижения
- Вице-чемпион Уругвая (1): 2015/16
- Вице-чемпион Второго дивизиона (1): 2014/15
- 12-кратный чемпион департамента Колония